# Bankhaus J.Magnus & Co

John Magnus, Bankier (ca. 1795–1857)

Bankhaus J.Magnus&Co. Paulstr. 5–7 1950 (Bildmitte unten)

Bankhaus J. Magnus & Co., Eingangsschild um 1930

J. Magnus & Co. war eine Außenhandelsbank in Hamburg.
John Magnus gründete im Jahr 1813 die Außenhandelsbank J.Magnus – später J. Magnus & Co. Er stammte aus einer Kaufmannsfamilie. Sein Vater Johann Friedrich Magnus besaß sein eigenes Geschäft, in das sein ältester Bruder eintritt. So machte sich John selbständig, allerdings unter B. C. seines Vaters. 1822 sitzt das Kontor in Cremon no. 49, 1826 in der große Reichenstr. no. 98, 1830 im Hüxter no 103.
Während der Kontinentalsperre Napoleons gegen englische Importe finanzierte sie Schmuggel-Lieferungen aus England über Helgoland – das galt als „vaterländische Tat“ gegen die verhasste französische Besatzung. Noch gegen Ende des 19. Jahrhunderts soll auf Helgoland ein Holzschuppen – der „Machnusspeicher“ – bestanden haben, in dem die Waren aus England zwischengelagert wurden.
Schwerpunkt des Geschäftes der Bank war bis zu ihrer Auflösung die Finanzierung von Außenhandelsgeschäften.
Die sich vergrößernde Firma zog vom Jungfernstieg 9 in die Paulstraße – zunächst Nr. 21. und Ende des 19. Jahrhunderts Nr. 5–7 – einen Bau aus der Gründerzeit, der J. Magnus & Co. gehörte.
Da John Magnus keine Söhne hatte, vererbte er die Firma F. A. Hermann Philippi, der am 1. Januar 1846 in das Unternehmen eintrat. Offizielle Firmierung war jetzt: John Magnus et Co., Kaufl. B. Cto. J. F. Magnus et F. A. H. Philippi, Schauenburgerstr. no. 47. Der Bruder Johann Friedrich Magnus schied kurze Zeit später aus.
Im Zweiten Weltkrieg wurden die Gebäude der Bank in der Paulstraße weitgehend durch Bomben zerstört. Nur der Haupteingang und einige Räume im Erdgeschoss blieben erhalten. Dort wurde nach dem Krieg das Geschäft fortgeführt, bis zu einem Neubau in den 1950er Jahren. Dort war bis zu deren Umzug in ein größeres Gebäude die Hamburgische Landesbank Mieter von J. Magnus & Co.
In der Zeit des Wirtschaftswunders in den 1950er Jahren betätigte sich J. Magnus & Co. nicht nur als Außenhandelsbank, sondern in gewissem Umfang auch im Investment-Banking. In dieser Zeit hatte J. Magnus & Co. etwa 50 Beschäftigte.
Um 1970, im Zeitalter der beginnenden Firmenkonzentrationen, – fusionierte J. Magnus & Co. mit der kleineren Bank Wilhelm Rée jr. (Wertpapiergeschäft).
1974 ging die Herstatt-Bank in Köln in Konkurs – die seinerzeit größte Pleite einer deutschen Privatbank nach dem Zweiten Weltkrieg. J. Magnus & Co. war finanziell nicht involviert. Der Herstatt-Konkurs hatte aber zur Folge, dass die Bankenaufsicht die Mindestreserven der Privatbanken drastisch erhöhte. Da J. Magnus & Co. zur gleichen Zeit den Konkurs eines bedeutenden Kunden zu verkraften hatte, waren sie durch diese beiden Ereignisse finanziell so geschwächt, dass sie größere Geschäfte nur noch mit der Bürgschaft einer größeren Bank tätigen konnten.
So übernahm die BHF-Bank 1975 die Firma, die seitdem eine Filiale in Hamburg unterhält.
Die Bankiersdynastie Magnus und das Bankhaus F. Mart. Magnus in Berlin haben keine Beziehungen zu J. Magnus & Co. in Hamburg.

## Belege
1. ↑  Hamburger Adressbuch.
2. ↑  Aus Unternehmungen. In: zeit.de. 30. April 1976, abgerufen am 4. Januar 2015.